# Coltainville
Coltainville és un municipi francès, situat al departament de l'Eure i Loir i a la regió de Centre – Vall del Loira. L'any 2007 tenia 835 habitants.

## Demografia

### Població
El 2007 la població de fet de Coltainville era de 835 persones. Hi havia 290 famílies, de les quals 44 eren unipersonals (15 homes vivint sols i 29 dones vivint soles), 74 parelles sense fills, 154 parelles amb fills i 18 famílies monoparentals amb fills.
La població ha evolucionat segons el següent gràfic:
Habitants censats

### Habitatges
El 2007 hi havia 332 habitatges, 296 eren l'habitatge principal de la família, 16 eren segones residències i 20 estaven desocupats. 319 eren cases i 8 eren apartaments. Dels 296 habitatges principals, 271 estaven ocupats pels seus propietaris, 21 estaven llogats i ocupats pels llogaters i 4 estaven cedits a títol gratuït; 1 tenia una cambra, 3 en tenien dues, 34 en tenien tres, 64 en tenien quatre i 194 en tenien cinc o més. 242 habitatges disposaven pel capbaix d'una plaça de pàrquing. A 88 habitatges hi havia un automòbil i a 193 n'hi havia dos o més.

### Piràmide de població
La piràmide de població per edats i sexe el 2009 era:
| Homes | Edats   | Dones |
| ----- | ------- | ----- |
| 0     | 95 o +  | 0     |
| 0     | 90 a 94 | 0     |
| 4     | 85 a 89 | 4     |
| 4     | 80 a 84 | 8     |
| 12    | 75 a 79 | 12    |
| 4     | 70 a 74 | 4     |
| 12    | 65 a 69 | 8     |
| 16    | 60 a 64 | 4     |
| 8     | 55 a 59 | 12    |
| 40    | 50 a 54 | 16    |
| 44    | 45 a 49 | 28    |
| 52    | 40 a 44 | 76    |
| 28    | 35 a 39 | 16    |
| 20    | 30 a 34 | 36    |
| 24    | 25 a 29 | 24    |
| 32    | 20 a 24 | 8     |
| 64    | 15 a 19 | 44    |
| 32    | 10 a 14 | 32    |
| 24    | 5 a 9   | 0     |
| 16    | 0 a 4   | 32    |

## Economia
El 2007 la població en edat de treballar era de 569 persones, 455 eren actives i 114 eren inactives. De les 455 persones actives 427 estaven ocupades (228 homes i 199 dones) i 28 estaven aturades (9 homes i 19 dones). De les 114 persones inactives 51 estaven jubilades, 37 estaven estudiant i 26 estaven classificades com a «altres inactius».

### Ingressos
El 2009 a Coltainville hi havia 309 unitats fiscals que integraven 903,5 persones, la mediana anual d'ingressos fiscals per persona era de 21.506 €.

### Activitats econòmiques
Dels 26 establiments que hi havia el 2007, 3 eren d'empreses de fabricació d'altres productes industrials, 4 d'empreses de construcció, 7 d'empreses de comerç i reparació d'automòbils, 1 d'una empresa de transport, 2 d'empreses d'hostatgeria i restauració, 3 d'empreses de serveis i 6 d'empreses classificades com a «altres activitats de serveis».
Dels 6 establiments de servei als particulars que hi havia el 2009, 1 era un paleta, 1 guixaire pintor, 1 lampisteria, 1 electricista i 2 restaurants.
L'any 2000 a Coltainville hi havia 20 explotacions agrícoles que ocupaven un total de 1.320 hectàrees.

## Equipaments sanitaris i escolars
El 2009 hi havia una escola elemental.

## Poblacions més properes
El següent diagrama mostra les poblacions més properes.